# Maršal Jugoslavije
Maršal Jugoslavije je najviše vojno zvanje SFR Jugoslavije koje je uvedeno na Drugom zasjedanju AVNOJ-a u Jajcu 29. studenog 1943., te dodijeljeno Josipu Brozu Titu za genijalno rukovođenje operacijama Narodnooslobodilačke vojske i partizanskih odreda Jugoslavije, i za sposobnost i ustrajnost koju je pokazao u njenom stvaranju i vojničkom i političkom dizanju. Za vrijeme postojanja SFR Jugoslavije zvanje maršala Jugoslavije nosio je jedino Tito kao predsjednik SFRJ i vrhovni zapovjednik Oružanih snaga SFRJ.
- Faksimil Odluke o dodjeli naziva Maršala Jugoslavije

## Poveznice
- Činovi u oružanim snagama SFRJ